# Sonny James
Sonny James, geboren als James Hugh Loden (Hackleburg, 1 mei 1928 – Nashville (Tennessee), 22 februari 2016) was een Amerikaans zanger.

## Biografie
In 1957 werd James bij het grote publiek bekend met zijn single Young Love uit 1957, waarvan hij meer dan 1 miljoen exemplaren verkocht. Deze single werd nog talloze keren gecoverd, onder meer door Donny Osmond in 1973. De versie van Osmond behaalde de eerste plaats in de UK Singles Chart. James scoorde in zijn hele carrière 26 hits die de eerste plaats behaalden in de Billboard Hot Country Singles. In 1983 stopte hij met zingen.
In 2016 overleed James op 87-jarige leeftijd en werd begraven in zijn geboorteplaats aan de Cedar Tree Cemetery.
- Biblioteca Nacional de España: XX1780395
- Bibliothèque nationale de France: cb138955650 (data)
- Gemeinsame Normdatei: 134591917
- International Standard Name Identifier: 0000 0000 7357 0830
- Library of Congress Control Number: n91071803
- MusicBrainz: df822e9b-b88e-4940-b5c9-05f8be9a2e64
- Nationale Bibliotheek van Israël: 987007322160805171
- SNAC: w6gx4tx1
- Virtual International Authority File: 5117924
- WorldCat: E39PBJwD49TM8j6rHPX3RmTGpP